# Rusłan Kostyszyn
Rusłan Wołodymyrowycz Kostyszyn, ukr. Руслан Володимирович Костишин (ur. 8 stycznia 1977 w Chmielnickim) – ukraiński piłkarz, grający na pozycji pomocnika, a wcześniej napastnika, trener piłkarski.

## Kariera piłkarska

### Kariera klubowa
Wychowanek klubu Podilla Chmielnicki. Pierwszy trener – W.I.Kyryluk. 17 sierpnia 1994 rozpoczął karierę piłkarską w klubie Adwis-Chutrowyk Chmielnicki, w którym grał na zasadach wypożyczenia. W listopadzie wrócił do Podilla Chmielnicki. Latem 1996 został zaproszony do CSKA Kijów, a po reorganizacji klubu od stycznia 2002 bronił barw Arsenału Kijów. Latem 2002 przeniósł się do Dnipra Dniepropetrowsk.
Na początku 2007 został wypożyczony do Krywbasa Krzywy Róg. W końcu września 2009 po meczu z Metałurhem Donieck został przeniesiony do drugiej drużyny klubu. W czerwcu 2010 jako wolny agent podpisał z Krywbasem roczny kontrakt Dnipra Dniepropetrowsk. W lipcu 2012 opuścił Krywbas, a na początku sierpnia 2012 został piłkarzem klubu Naftowyk-Ukrnafta Ochtyrka, w którym zakończył karierę piłkarza.

### Kariera reprezentacyjna
Występował w olimpijskiej reprezentacji Ukrainy. Łącznie rozegrał 3 gry.

## Kariera trenerska
W lutym 2014 otrzymał propozycję pracy na stanowisku głównego trenera Kołosu Kowaliwka. 15 kwietnia 2018 roku podał się do dymisji, jednak po rozmowach z kierownictwem klubu pozostał pracować na stanowisku głównego trenera. Rankiem w niedzielę 29 sierpnia 2021 roku, po miażdżącej porażce 0:7 z Dynamem Kijów 0:7, złożył rezygnację, o czym poinformował prezesa Kołosu Andrija Zasuchę. Następnie objął stanowisko wiceprezesa klubu. 19 stycznia 2022 roku objął stanowisko głównego trenera kazachskiego FK Aksu.

## Sukcesy

### Sukcesy klubowe
Dnipro Dniepropetrowsk
- brązowy medalista Mistrzostw Ukrainy: 2003/04

CSKA/Arsenał Kijów
- finalista Pucharu Ukrainy: 1997/1998, 1999/2000, 2002/2003

### Sukcesy indywidualne
- członek Klubu 300: 306 meczów
- wybrany do listy najlepszych piłkarzy roku na Ukrainie: 2003 (nr 3), 2004 (nr 3)